# Лаганаді
Лаганаді, Лаґанаді (італ. Laganadi, сиц. Laganadi) — муніципалітет в Італії, у регіоні Калабрія,  метрополійне місто Реджо-Калабрія‎.
Лаганаді розташоване на відстані близько 500 км на південний схід від Рима, 110 км на південний захід від Катандзаро, 10 км на північний схід від Реджо-Калабрії.
Населення — 408 осіб (2014).
Щорічний фестиваль відбувається 15 серпня. Покровитель — Santa Maria delle Grazie.

## Демографія
Населення за роками:

Станом на 1 січня 2023 року в муніципалітеті офіційно проживало 28 іноземців з 10 країн, серед них 6 громадян країн Євросоюзу та 1 громадянин України.

## Сусідні муніципалітети
- Каланна
- Реджо-Калабрія
- Сан-Роберто
- Сант'Алессіо-ін-Аспромонте
- Санто-Стефано-ін-Аспромонте